# Breuil-le-Vert

Breuil-le-Vert este o comună în departamentul Oise, Franța. În 1 ianuarie 2022 avea o populație de 3.150 de locuitori.